# Thuốc bảo vệ thực vật

Máy bay phun thuốc trừ sâu

Thuốc trừ dịch hại, hay thuốc bảo vệ thực vật, thuốc bảo vệ cây trồng (tiếng Anh: pesticide, crop protection agent) có thể là một hợp chất hoá học hay tác nhân sinh học có khả năng ngăn cản, tiêu diệt, xua đuổi hay hạn chế các loại dịch hại.
Dịch hại có thể là vi khuẩn, virus, nấm, tuyến trùng, cỏ dại, động vật gặm nhấm, chim, cá v.v có sự cạnh tranh với con người về một loại thức ăn nào đó
Thuốc trừ dịch hại thường được sử dụng như là một nhân tố đảm bảo sự phát triển của nền nông nghiệp, đảm bảo tăng năng suất cây trồng, nhưng nếu sử dụng thái quá sẽ gây độc cho con người do tiếp xúc, hay ăn phải nông sản có tồn dư thuốc hay môi trường xung quanh nhiễm độc, có thể làm suy thoái môi trường, ô nhiễm không khí, đất, nước....
Có thể dùng biện pháp Đấu tranh sinh học để thay thế cho thuốc bảo vệ thực vật vì Đấu tranh sinh học an toàn với con người và thân thiện với môi trường hơn.

## Nhóm thuốc trừ dịch hại
Gồm có các nhóm thuốc phòng trừ: vi khuẩn, nấm, virus, cỏ dại, giun, động vật gặm nhấm, ve bét, sâu bọ.

## Xu hướng sử dụng thuốc trừ dịch hại
- Phòng trừ dịch hại tổng hợp (IPM) sử dụng tất cả các biện pháp (trồng trọt, canh tác, bón phân, tưới nước, vệ sinh đồng rộng...) có thể hạn chế phát triển dịch hại và biện pháp sử dụng thuốc hóa học là biện pháp cuối cùng nhưng không làm ảnh hưởng đến các loài công trùng có ích và môi trường, chất độc không có tồn tại trong sản phẩm.
- Sử dụng thuốc có tính chọn lọc cao không ảnh hưởng đến các loài có ích khác.
- Sử dụng chế phẩm sinh học, thuốc thảo mộc, hay thiên địch chống lại dịch hại.
- Sử dụng thuốc hóa học (thuốc trừ dịch hại): đúng đối tượng, đúng lúc, đúng cách, đúng liều lượng.

Nếu sử dụng thuốc không đúng thì một số loài dịch hại sẽ trở lên nguy hiểm hơn vì kháng thuốc.

## Lịch sử
Từ 500 năm TCN, con người đã biết sử dụng thuốc trừ dịch hại để ngăn cản sự gây hại cho mùa vụ của họ. Thuốc trừ dịch hại đầu tiên được sử dụng là Lưu huỳnh. Vào thế kỷ thứ 15 chất độc hóa học được biết đến như là Asen (thạch tín), thủy ngân, chì đã được áp dụng để tiêu diệt dịch hại. Ở thế kỷ 17 muối Sunfat Nicotin được chiết suất từ lá cây thuốc lá được sử dụng như loại thuốc trừ côn trùng. Thế kỷ 19 người ta biết đến hai loại thuốc dạng tự nhiên là pyrethrum tìm thấy từ loài cây chi Cúc đại đóa (Chrysanthemum) và Rotenon tìm thấy từ rễ các loài cây nhiệt đới thuộc họ Đậu.
Năm 1939, Paul Müller người Đức phát hiện ra DDT nó có hiệu lực rất mạnh đối với côn trùng, và nhanh chóng sử dụng rộng dãi nhất thế giới. Nhưng đến năm 1960 người ta phát hiện nó ảnh hưởng đến cá và chim và đe dọa đến sự đa dạng sinh học. DDT được sử dụng ở ít nhất là 86 nước, hiện nay DDT vẫn được sử dụng ở những quốc gia nhiệt đới để ngăn chặn bệnh sốt rét vì nó có khả năng tiêu diệt muỗi rất mạnh và một số côn trùng mang bệnh truyền nhiễm khác.
Sử dụng thuốc trừ dịch hại ngày càng gia tăng từ năm 1950. Hàng năm khoảng 2,5 triệu tấn thuốc sản xuất được sử dụng cho đồng ruộng.